# Del Roy
A Del Roy foi um construtor norte-americana de carros de corrida. Produziu chassis para a equipe Dr. R.N. Sabourin nas 500 Milhas de Indianápolis de 1953, que naquele ano fez parte do calendário do Campeonato Mundial da FIA.